# Палац Раковських
Палац Раковських — архітектурна споруда в селі Козинці Турбівської громади Вінницької області.

## Історія палацу
Названо на честь поміщика Раковського, котрий володів селом у ХІХ столітті та за час правління побудував цей палац.
Будівля палацу була споруджена в два етапи: спочатку відбудували малий палац, а пізніше вже і великий, триповерховий. Навколо споруд розташований величезний парк, який займає цілих вісім гектарів. Під час правління Раковського слуги дбайливо доглядали за газоном і деревами у парку. За переказами нащадків очевидців, пан Раковський був власником одного із перших автомобілів. У роки Другої світової війни та після її завершення на всій палацовій території розміщувалася військова частина.
Школа на території палацу запрацювала у 1862 році, та ймовірно є найстарішою в області. З моменту відкриття там навчалося 6 хлопчиків, а вже у 1869 році на навчання почали набирати дівчаток. У школі навчалися екс-голова Верховного суду Василь Онопенко, генерали Валерій Бевз та Олександр Бевз, художник Федір Панчук, контр-адмірал Військово-морських сил Іван Князюк, головний архітектор міста Одеси М. Циркун та головний уролог Вінниці М. Білоус.

## Сучасний стан
Нині (станом на 2022 рік) в основній будівлі знаходиться середньоосвітня сільська школа, а в малому палаці – гуртожиток для вчителів.

## Галерея

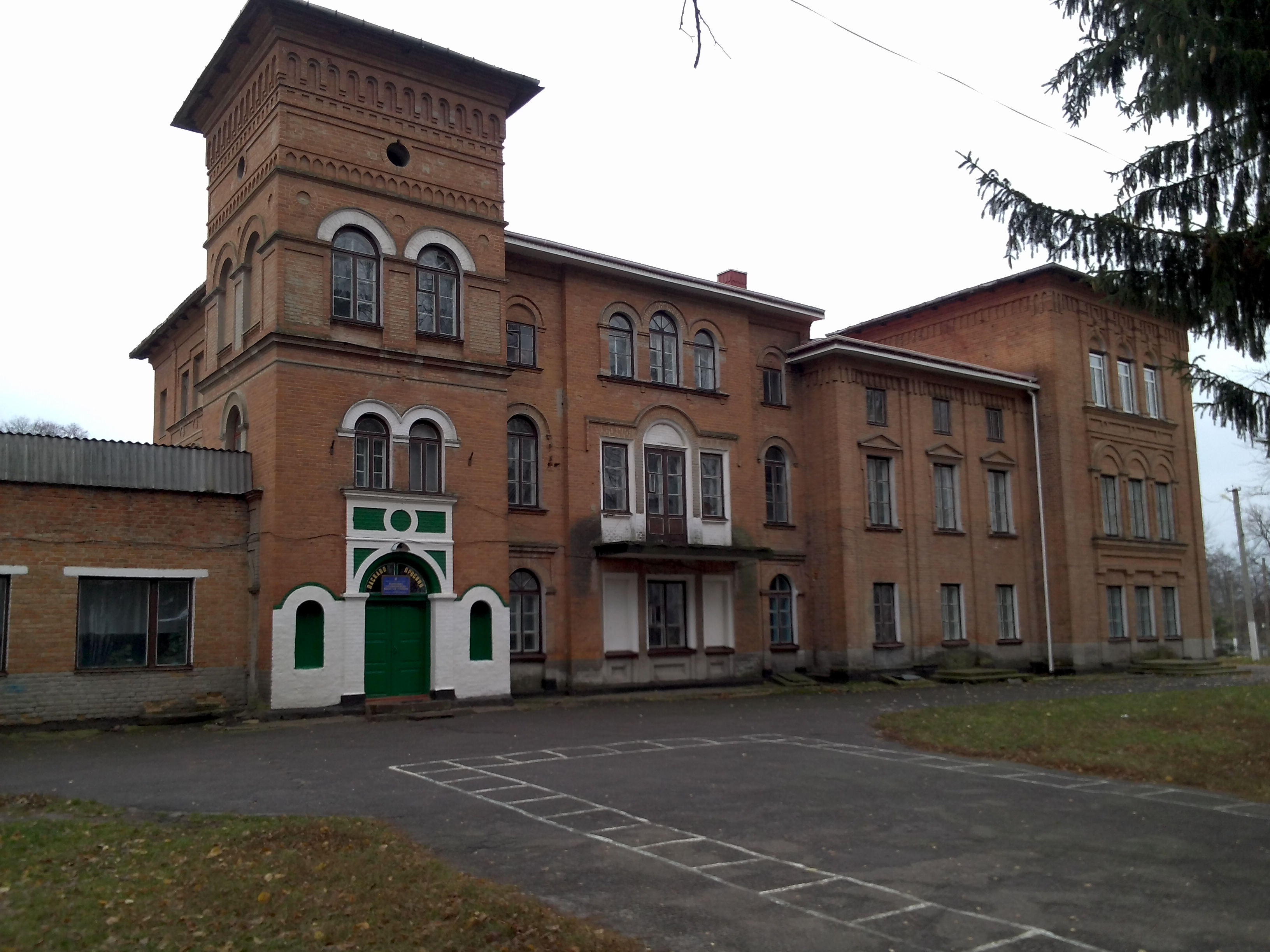
Палац Раковських (великий)
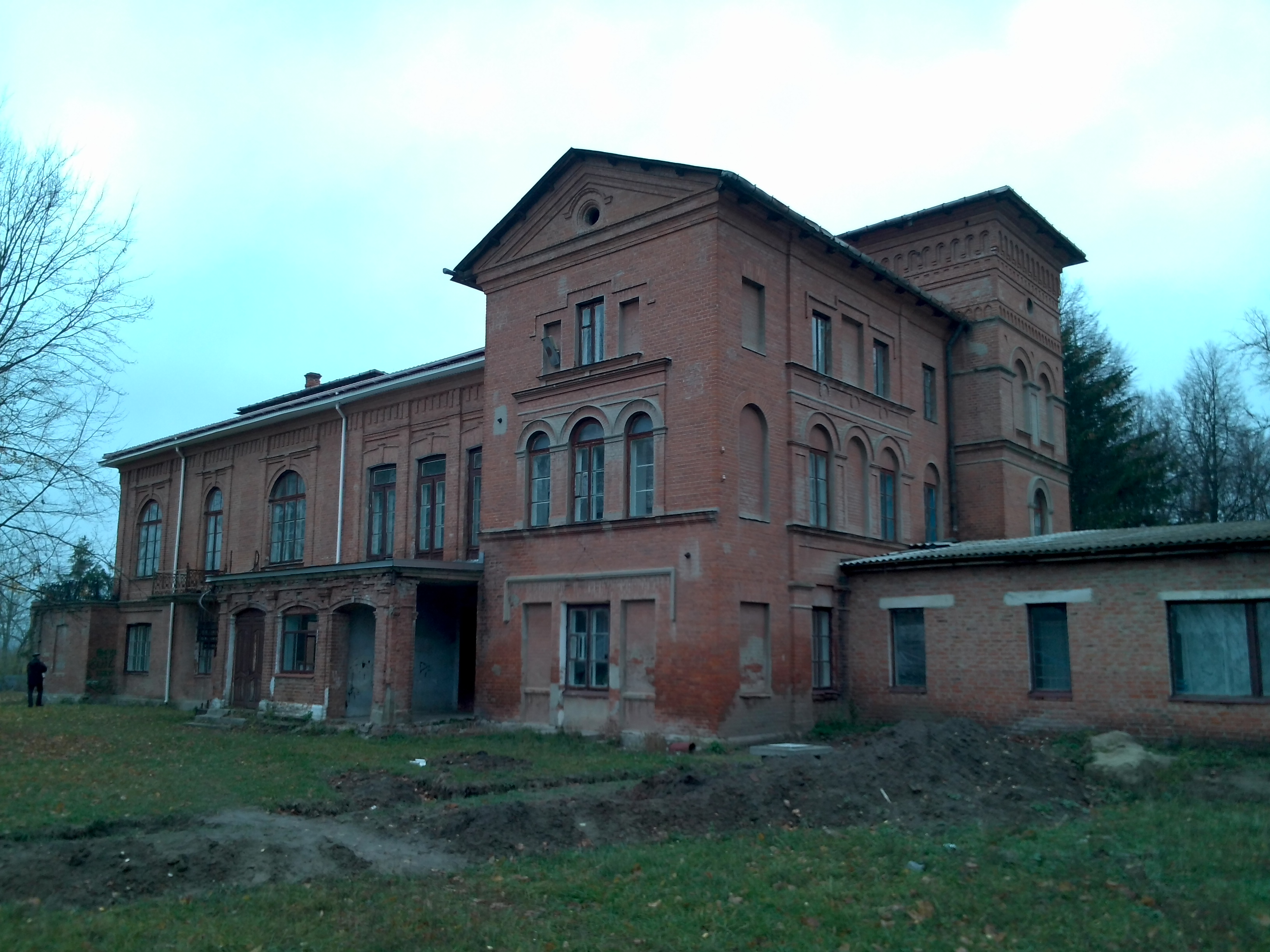
Палац Раковських (великий), тильна сторона
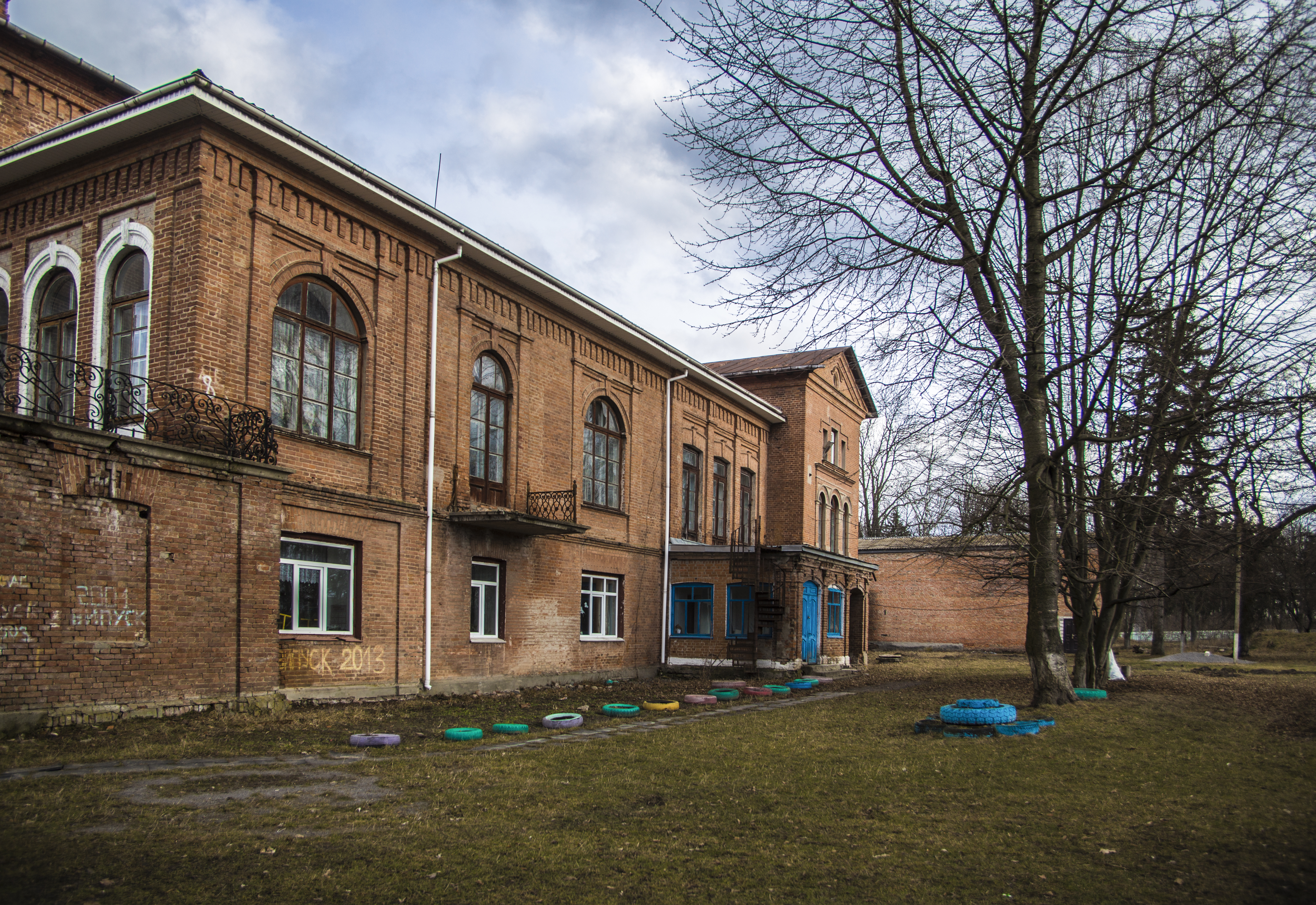
Палац Раковських (великий), тильна сторона
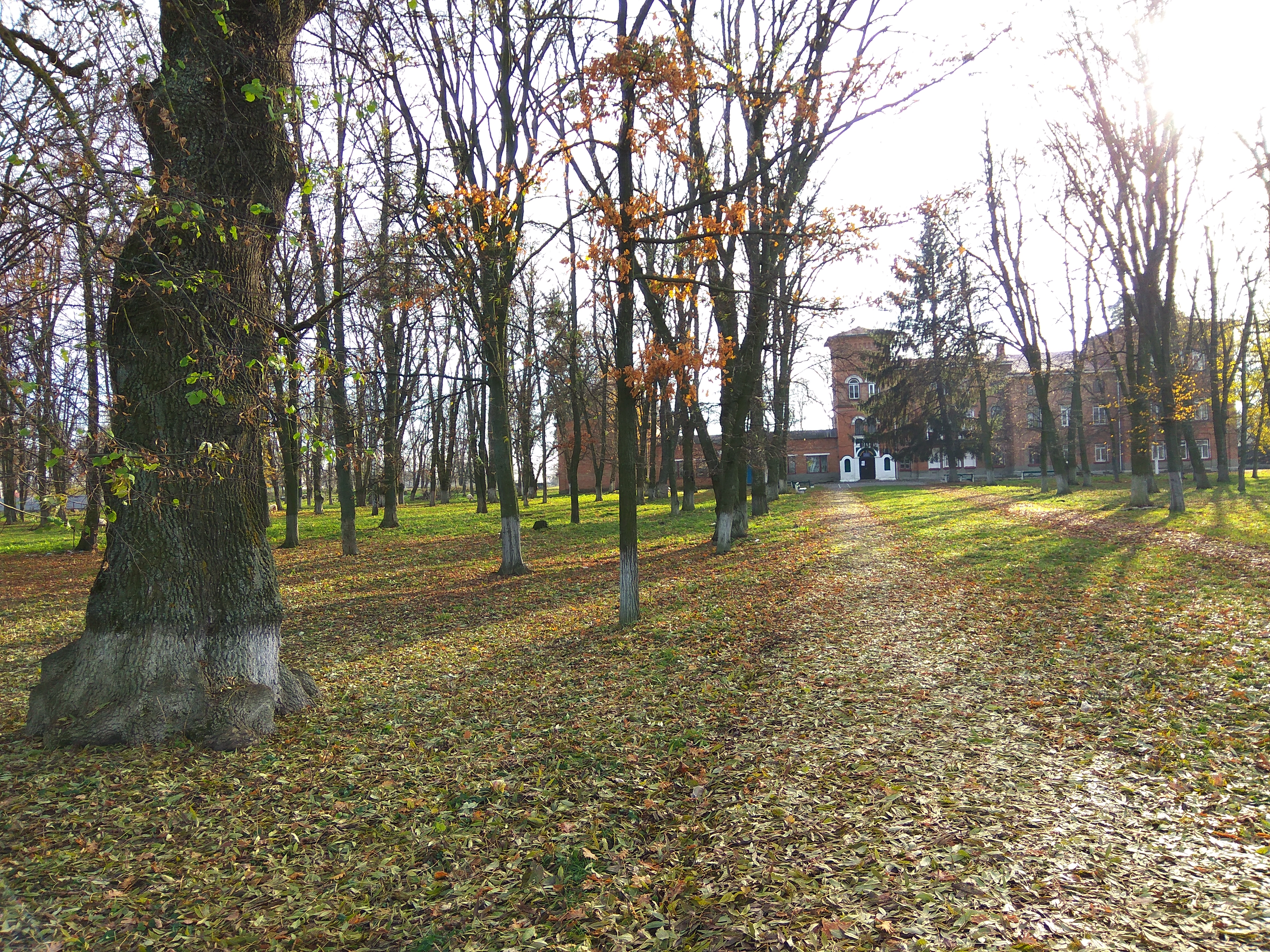
Парк та палац
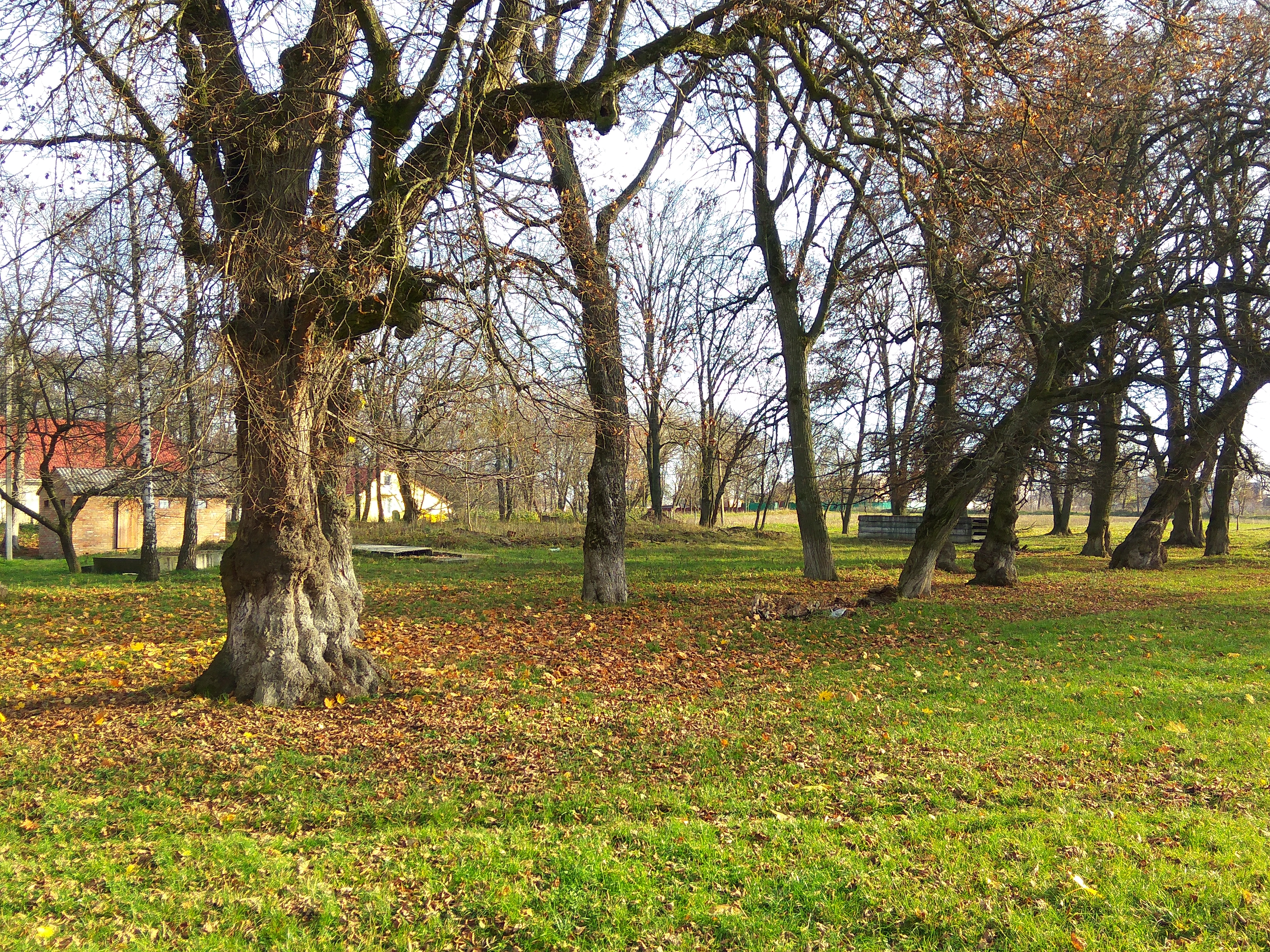
Старі дерева поблизу палацу
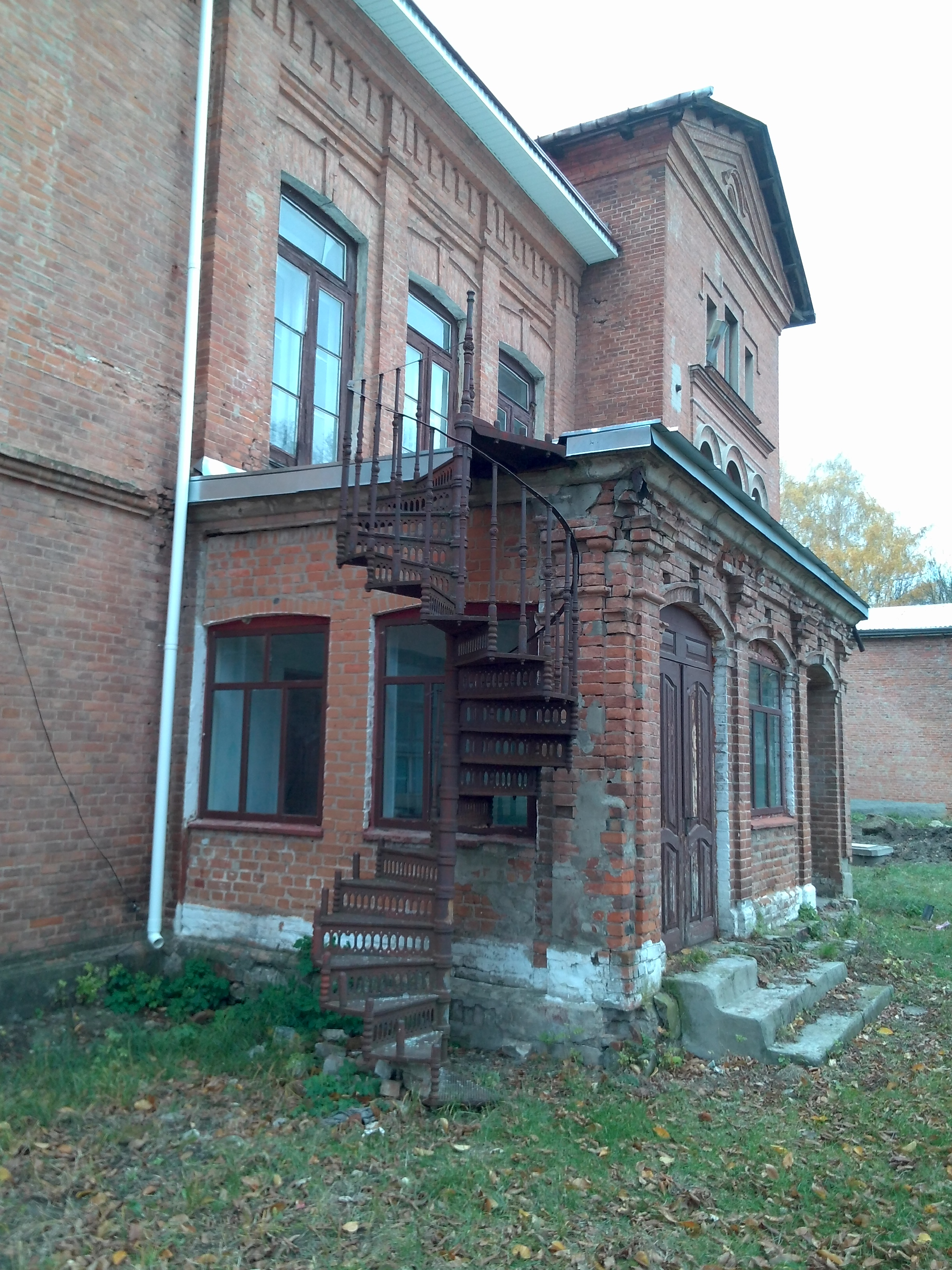
Елементи оздоблення тильної сторони великого палацу
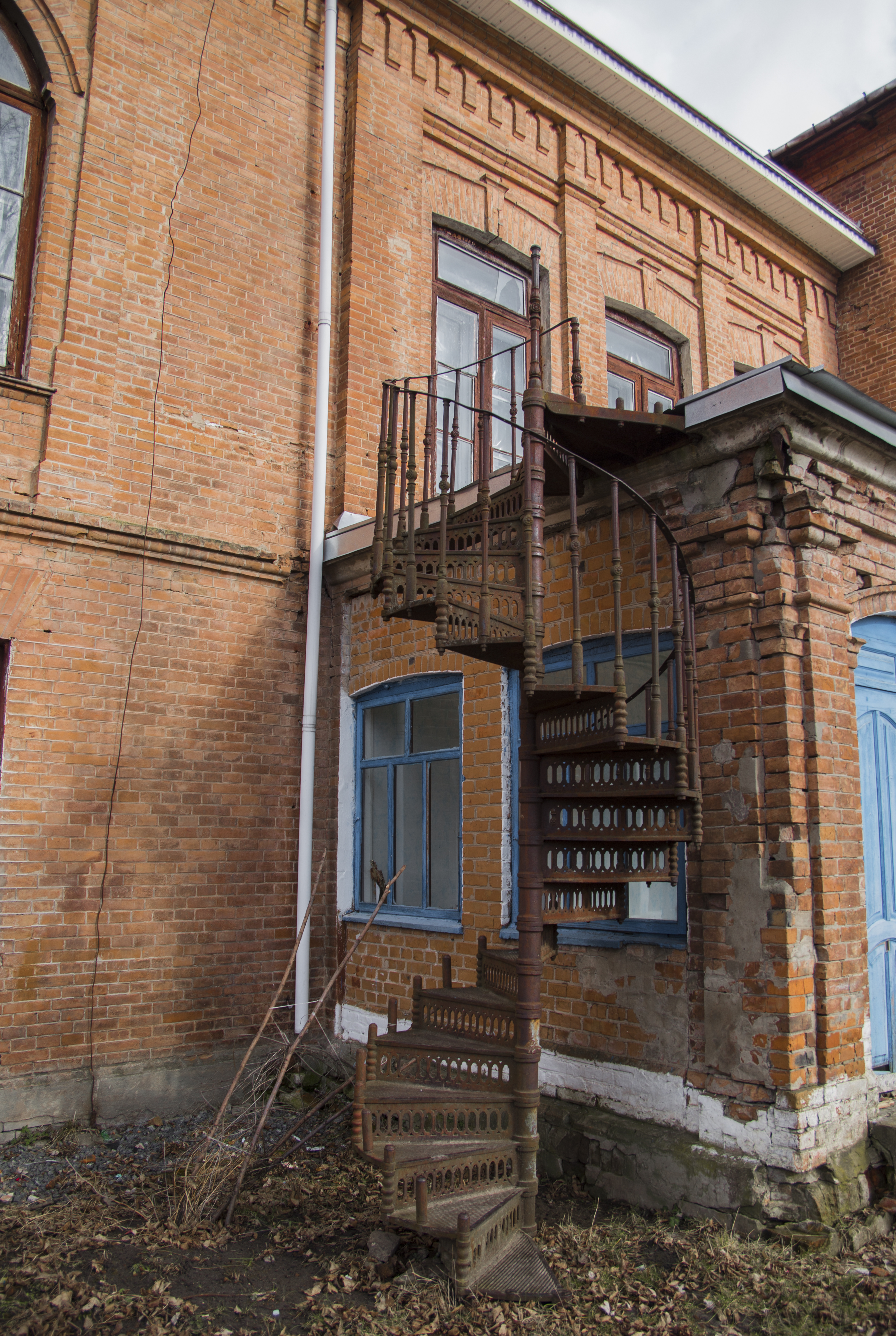
Чавунні зборні гвинтові сходи з тильної сторони палацу
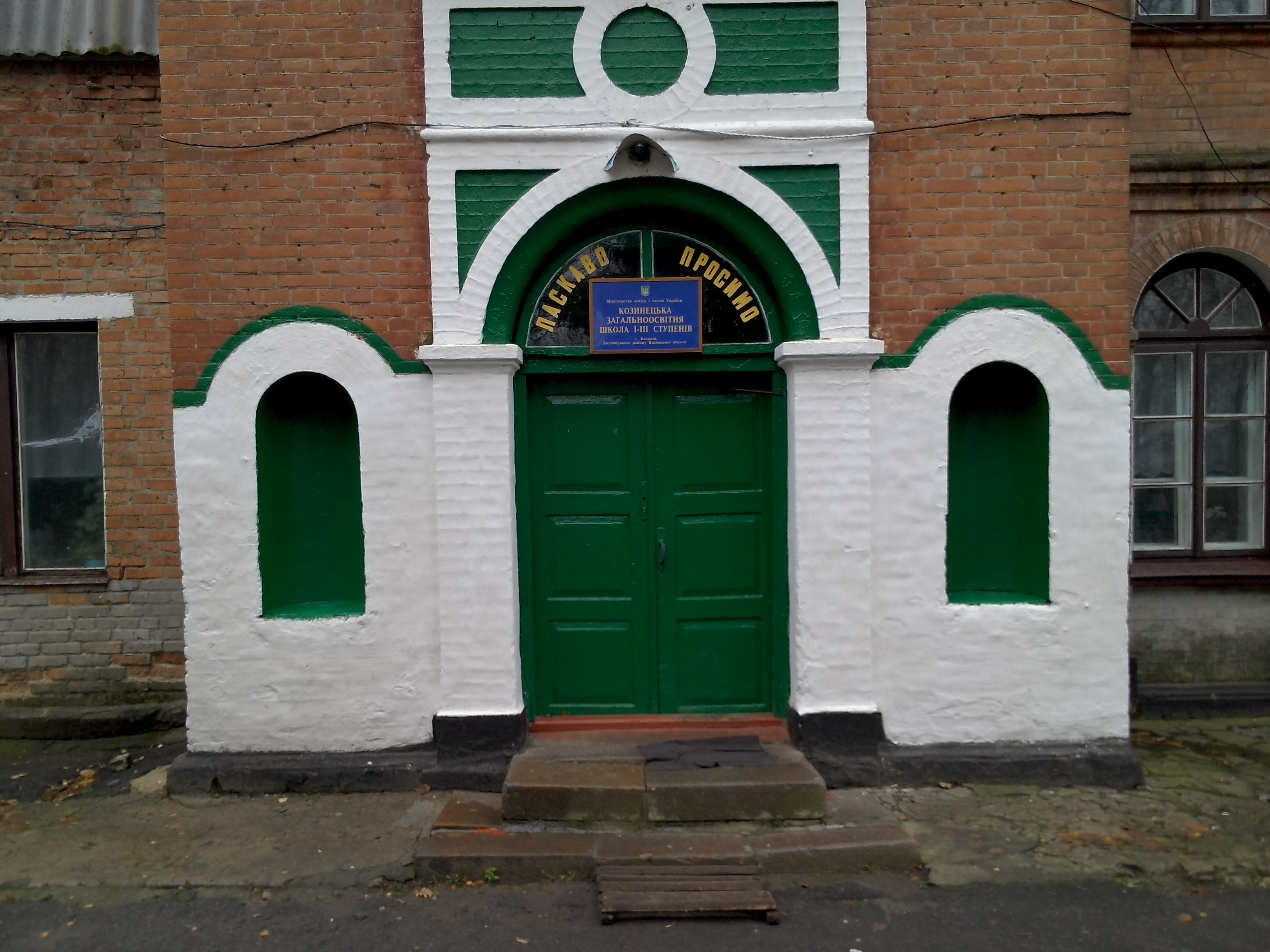
Вхід до Козинецької школи, що розташована на території палацу
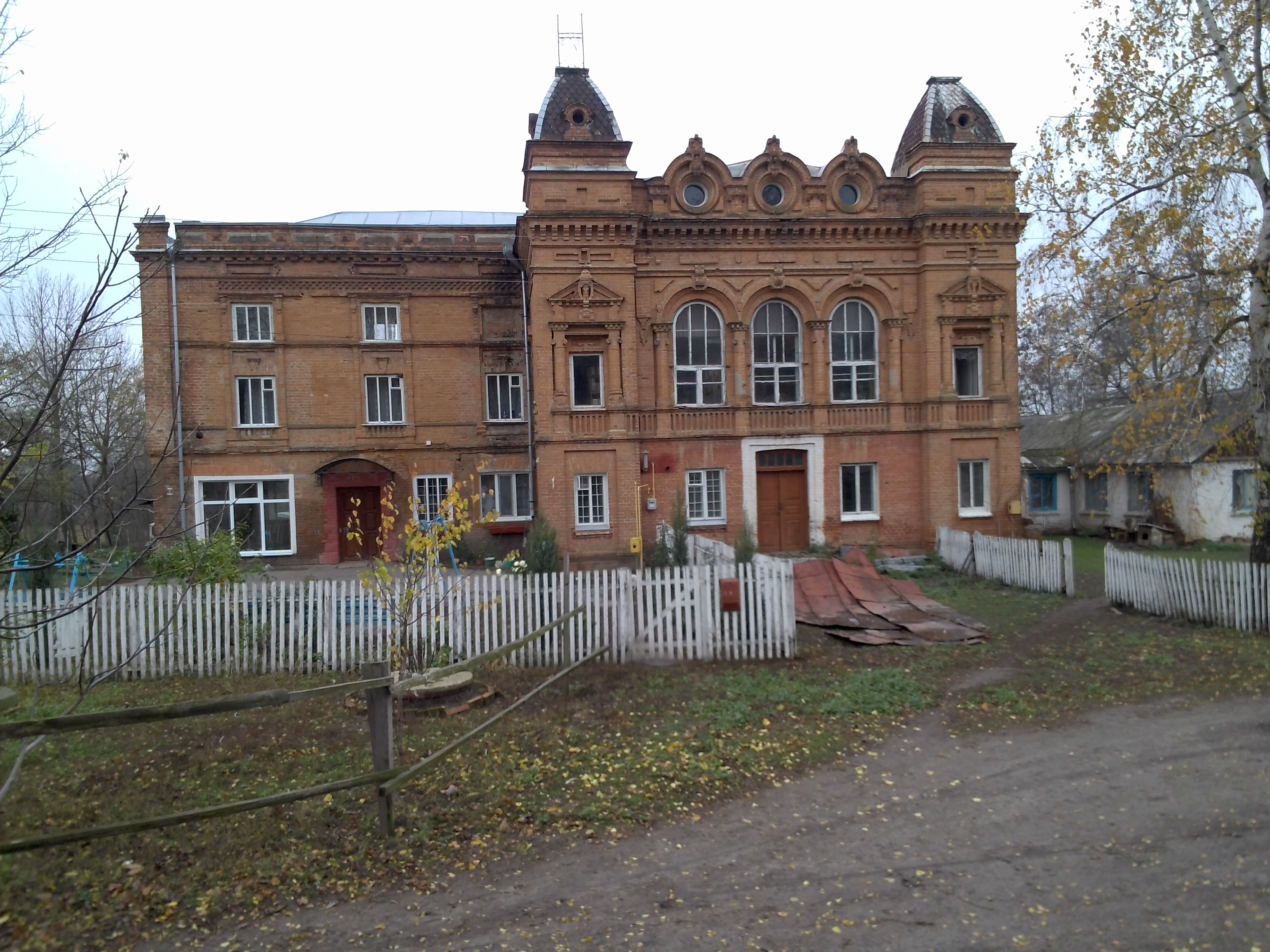
Малий палац Раковських
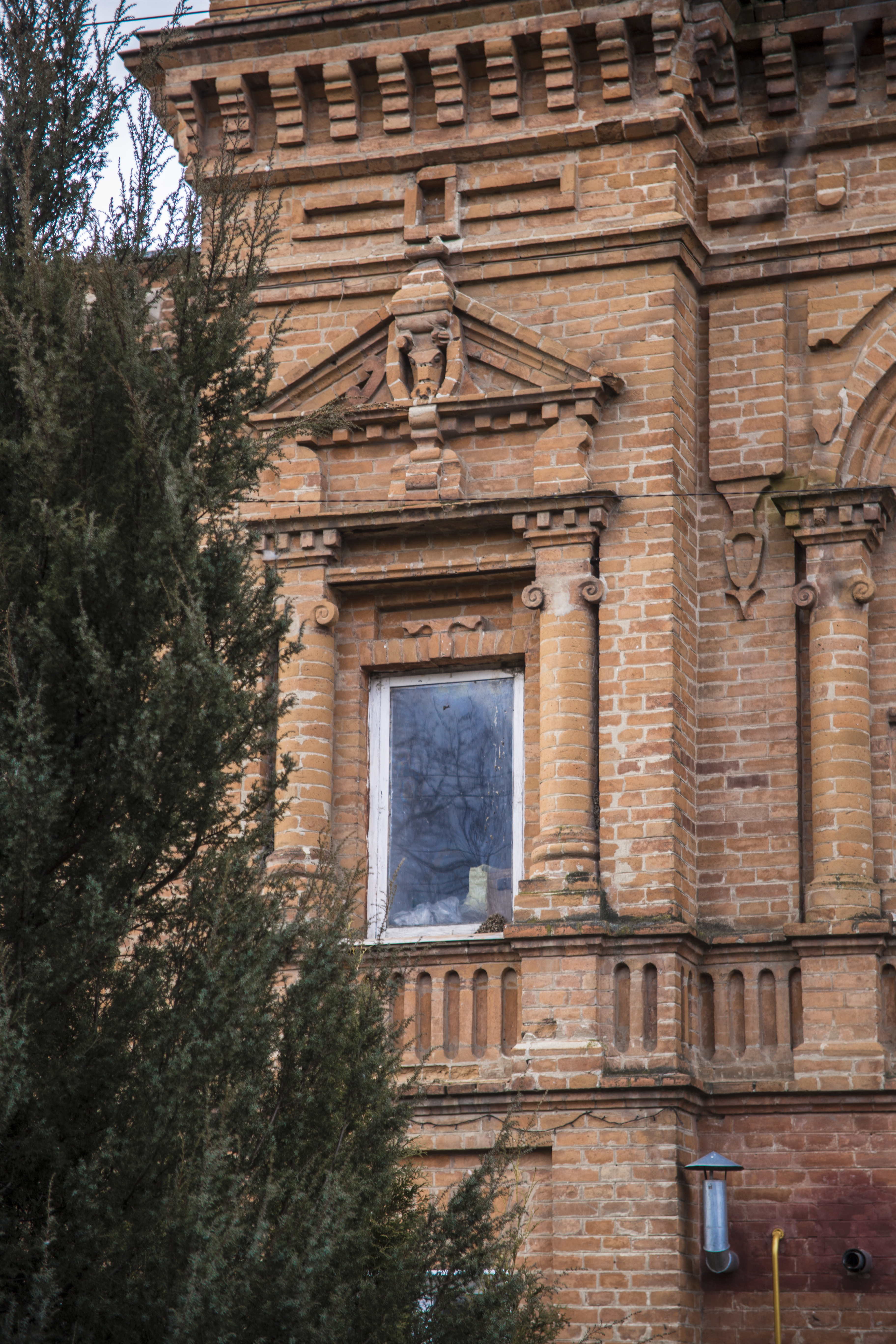
Фрагмент мистецького вистрою фасаду малого палацу Раковських
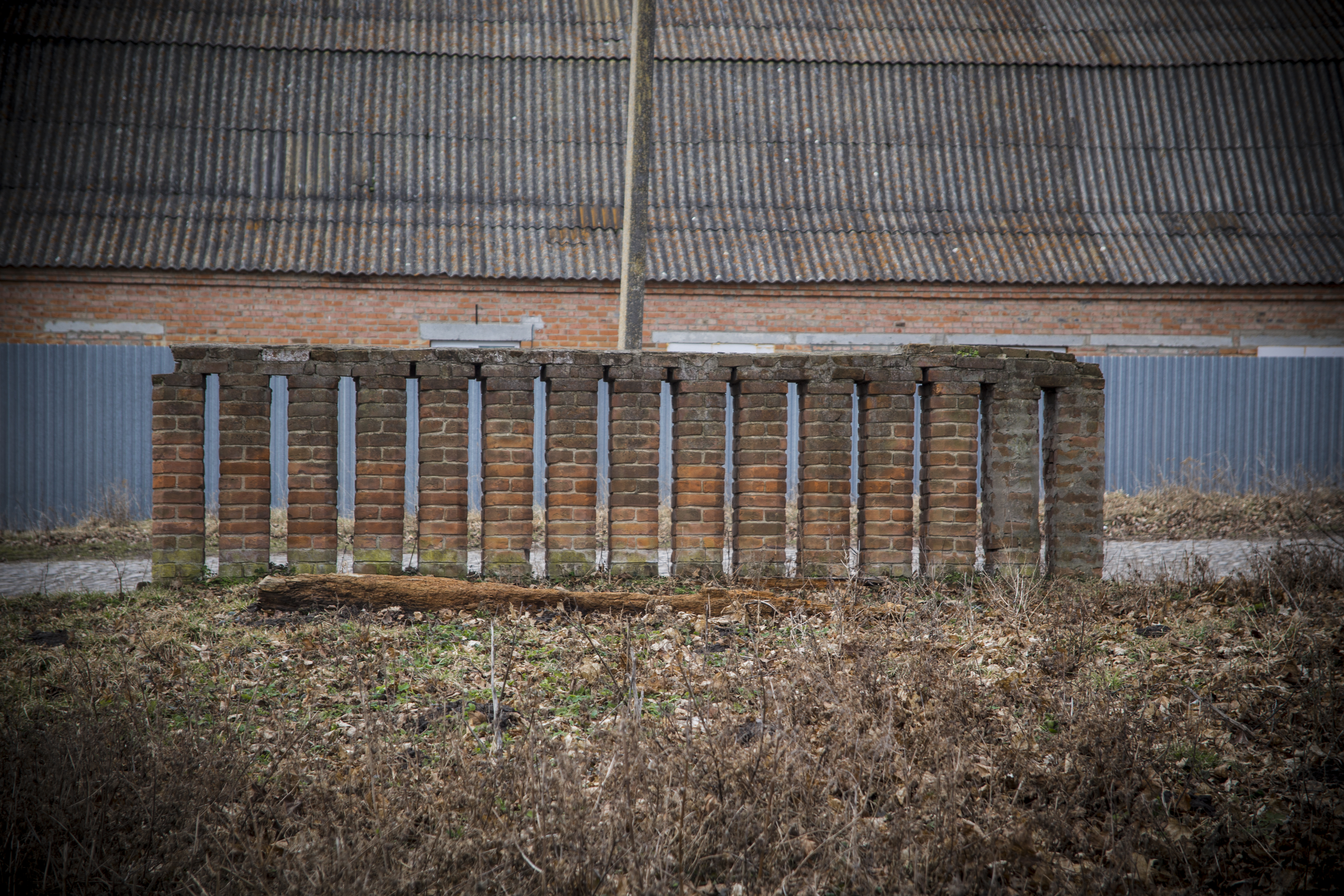
Збережений фрагмент огорожі садиби
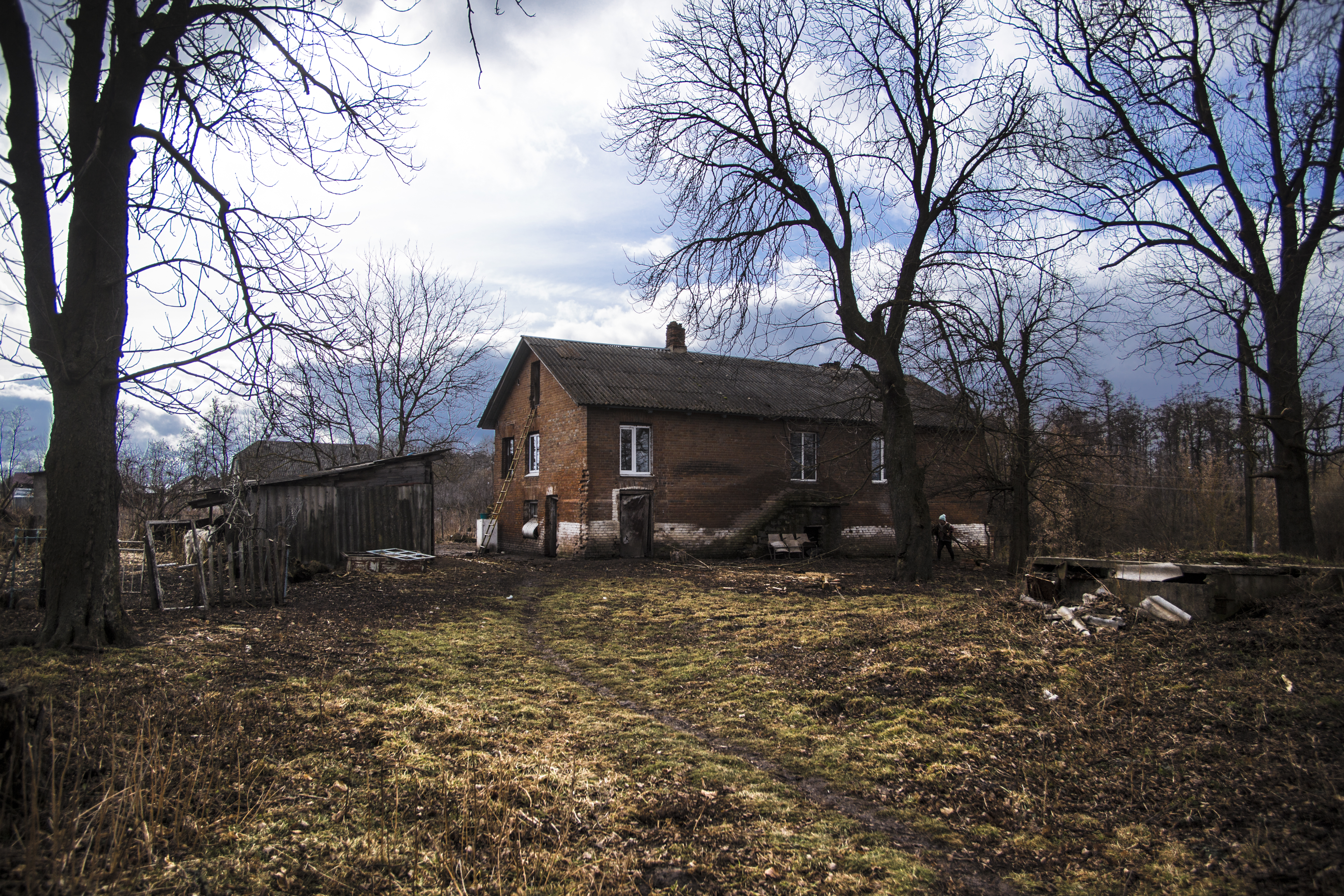
Флігель для прислуги